# Aymon de la Voye
Aymon de la Voye (- 21 août 1542 à Bordeaux) est considéré comme le premier martyr en Périgord de la Réforme.

## Biographie

### Prédication
Aymon de la Voye est originaire de Picardie, du pays de Calvin. À l'automne 1541, il arrive de Genève à Sainte-Foy-la-Grande, où il est le premier à prêcher la Réforme, dans un lieu qu'on appelle bientôt la « Genève du Sud-Ouest ». À Bordeaux, les premières exécutions remontent à 1530.
Il commence ses prédications dans la clandestinité, et notamment dans la cave d'un maître d'école appartenant au sieur Grenier. En raison du succès de ses prédications, et pour éviter d'être pris, il doit abandonner la cave pour un local plus grand. Jean Crespin, qui publie en 1554 un martyrologe, souligne son efficacité : « Desquelles paroles, avec son innocence en zèle, plusieurs furent esmeus. - Comment ? Il est cause que nous nous sommes retirez des jeux et des tournois, et que plusieurs se sont retirez des méchancetés qu'ils avoient accoustumé de faire ».

### Arrestation et procès
Le clergé alerte le Parlement de Bordeaux, qui ordonne sa prise de corps, conformément à l'édit de Fontainebleau signé le 1 juin 1540 par François Ier à la suite de l'affaire des Placards. Le seigneur de Ribérac contribue à le faire arrêter. Aymon de la Voye refuse de s'enfuir, considérant qu'« on estimerait qu'il n'aurait prêché que fables, songes et choses contre Dieu » : « J'aimerais mieux n'avoir jamais été né que de commettre telle lâcheté, car ce n'est point l'office d'un bon pasteur de s'enfuir quand il voit le danger, comme dit Notre-Seigneur ». Il profite du peu de temps qu'il lui reste pour faire le sommaire de toute sa doctrine en trois sermons. Jean Crespin souligne sa détermination face à la peine qui l'attend : « Voyant l'infirmité de son troupeau, il demeura ferme attendant ce qu'il plairoit à Dieu », « suivant l'exemple de saint Paul, il estait prest d'estre non seulement lié à Bordeaux, mais aussi de sceller par son sang la doctrine qu'il avoit preschée ».
Vers la fin de l'année 1541, un huissier est envoyé à Sainte-Foy pour se saisir de lui. Il est arrêté quelques jours avant Noël et conduit en janvier 1542 dans un cachot de la prison du Parlement de Bordeaux. Il y reste dans des conditions misérables pendant plusieurs mois. Il aurait tenté de récuser certains de ses juges, dont le premier président de Belcier, Jehan de Calvimont deuxième président, et le conseiller Gabriel de Alis, s'attirant encore plus d'inimitié. Le seigneur de Ribérac dépose contre lui « bien qu'il fût avéré qu'il avait juré de le faire brûler, dût-il lui en coûter mille écus ». Aymon de la Voye répond à leurs questions sur certains points de doctrine religieuse, notamment à propos de la Cène.
Le 21 août 1542 à Bordeaux, il est condamné à subir la question extraordinaire. Toujours d'après Jean Crespin, il doit « estre trayné sur une claie jusques au-devant de l'église Sainct André de Bourdeaulx, et illec demander pardon à Dieu, au Roy et à Justice, et, ce faict, estre mené sur le fossé de Sainct-Eliège ». Malgré la torture, il ne dénonce pas ses disciples (« Je n'ai point de complices autres que ceux qui font et savent la volonté de Dieu mon Père, soient gentilhommes, marchants, laboureurs ou autres ») et refuse à plusieurs reprises de s'entrenir avec les moines qu'on mène à lui, à l'exception d'un jeune carme qu'il aurait, d'après la légende, gagné à la Réforme.

### Exécution
Aymon de la Voye est condamné pour avoir refusé d'abjurer. Sur le chemin qui doit le mener à être brûlé pour crime d'hérésie, il aurait chanté le psaume 114 et le psaume 115 (sûrement d'après le Psautier de Genève publié par Calvin en 1539), et la foule aurait tenté de le délivrer, ce à quoi il leur aurait répondu : « N'empêchez pas mon martyre ; la volonté de Dieu est telle que je souffre pour lui, à laquelle il ne faut pas résister ». Il aurait affirmé mourir non en hérétique mais en chrétien, puis se serait adressé aux écoliers : « je voue en prie, étudiez en l'Évangile ; il n'y a que la parole de Dieu qui demeure éternellement. Apprenez à connaître la volonté de Dieu. Ne craignez pas ceux qui n'ont pas de puissance sur l'âme ». Il fait, selon Léonard, « l'exposé le plus complet des croyances des premiers réformés français ». Le bourreau l'étrangle et jette son corps aux flammes, sur une partie du cours des Fossés appelée au XVIe siècle place de l'Echafaut-neuf (entre les Fossés des Carmes et les Fossés des Tanneurs), près de l'Hôtel de Ville et à proximité du collège de Guyenne. Marguerite de Navarre n'a pas pu le sauver. La même année, quatre autres hommes jugés hérétiques meurent dans les mêmes conditions.
Le lendemain de l'exécution, un écriteau est cloué dans la nuit sur le poteau où Aymon de la Voye était attaché, et sur lequel on peut y lire son éloge et la critique virulente des parlementaires. Les écoliers externes du collège sont soupçonnés et arrêtés avant d'être libérés. Seul un serviteur du collège de Guyenne, sur ordre du principal André de Gouvéa, est rossé.

### Postérité
En 1560, le Parlement de Bordeaux estime qu'il n'y a plus que vingt-huit catholiques sur trois mille habitants à Sainte-Foy. En 1559, Calvin envoie de Genève deux pasteurs : Lucas Hobé dit Seelac et Antoine Morel dit Delorme. C'est le début de l'Église organisée. Pendant les guerres de Religion, Henri de Navarre en fait une place forte et s'y rend fréquemment entre 1577 et 1588. Elle devient ville de sûreté après l'édit de Nantes. Louis XIII y impose le culte catholique et fait raser les fortifications et les temples. Elle est l'une des capitales des assemblées du désert au XVIIIe siècle.